# Hačka
Hačka je potok v severozápadních Čechách v okrese Chomutov, pravostranný přítok Chomutovky. Potok je dlouhý 14,6 kilometru a plocha povodí měří 29,1 km².

## Průběh toku
Pramení v nadmořské výšce 615 metrů asi 0,5 km východně od Strážek v Krušných horách. Poté spadá krátkým údolím do Chomutovsko-teplické pánve, kam vstupuje na západním okraji města Chomutova. Průtok potoka je příležitostně zvyšován Podkrušnohorským přivaděčem, který mu předává část své vody a to buď přímo spojovacím kanálem, nebo nepřímo přes Uklidňující nádrž a Panský rybník u Spořic. Dále potok míří k jihovýchodu otevřenou krajinou bez větších výškových rozdílů přes Spořice, Droužkovice a Všehrdy do Hořence, kde v nadmořské výšce 267 metrů ústí zprava do Chomutovky.

## Vodní režim
Průměrný průtok u ústí je 0,1 m³/s.
| N             | 1   | 2   | 5   | 10  | 20  | 50   | 100  |
| ------------- | --- | --- | --- | --- | --- | ---- | ---- |
| Průtok (m³/s) | 0,8 | 1,3 | 2,4 | 4,0 | 6,0 | 10,0 | 15,0 |